# Maasdorfer Teiche

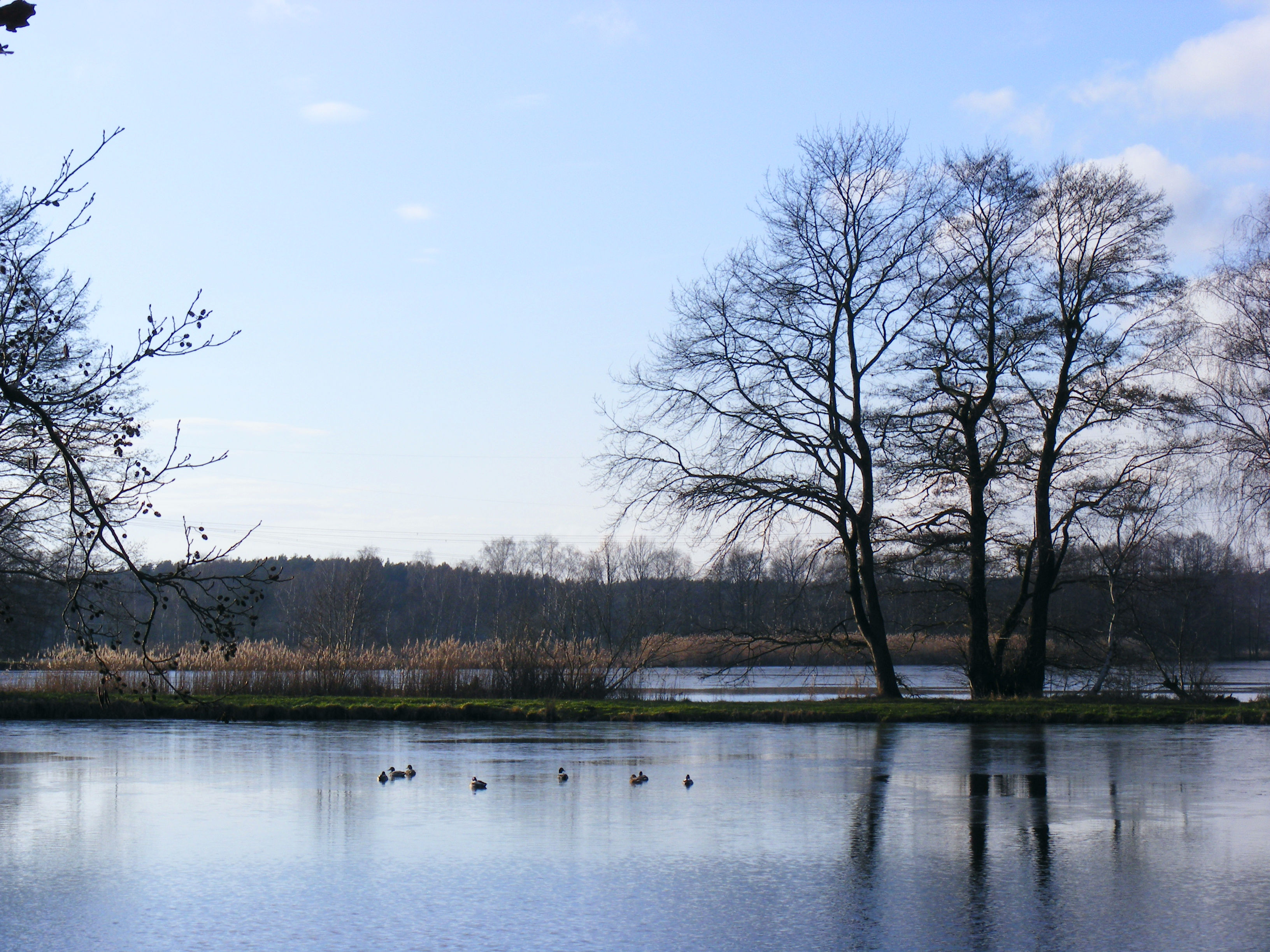
Maasdorfer Teiche

Die Maasdorfer Teiche, mitunter auch Thalberger Teiche oder Knissener Teiche genannt, sind eine zur Fischzucht künstlich angelegte Gewässerkette in der Kurstadt Bad Liebenwerda im südbrandenburgischen Landkreis Elbe-Elster. Sie befinden sich nordöstlich der Stadt zwischen den Ortsteilen Maasdorf, Thalberg und Dobra.
Die Maasdorfer Teiche sind Bestandteil des Landschaftsschutzgebietes „Elsteraue und Teichlandschaft um Bad Liebenwerda“, das vom Naturpark Niederlausitzer Heidelandschaft umschlossen wird.

## Geografie und Naturraum

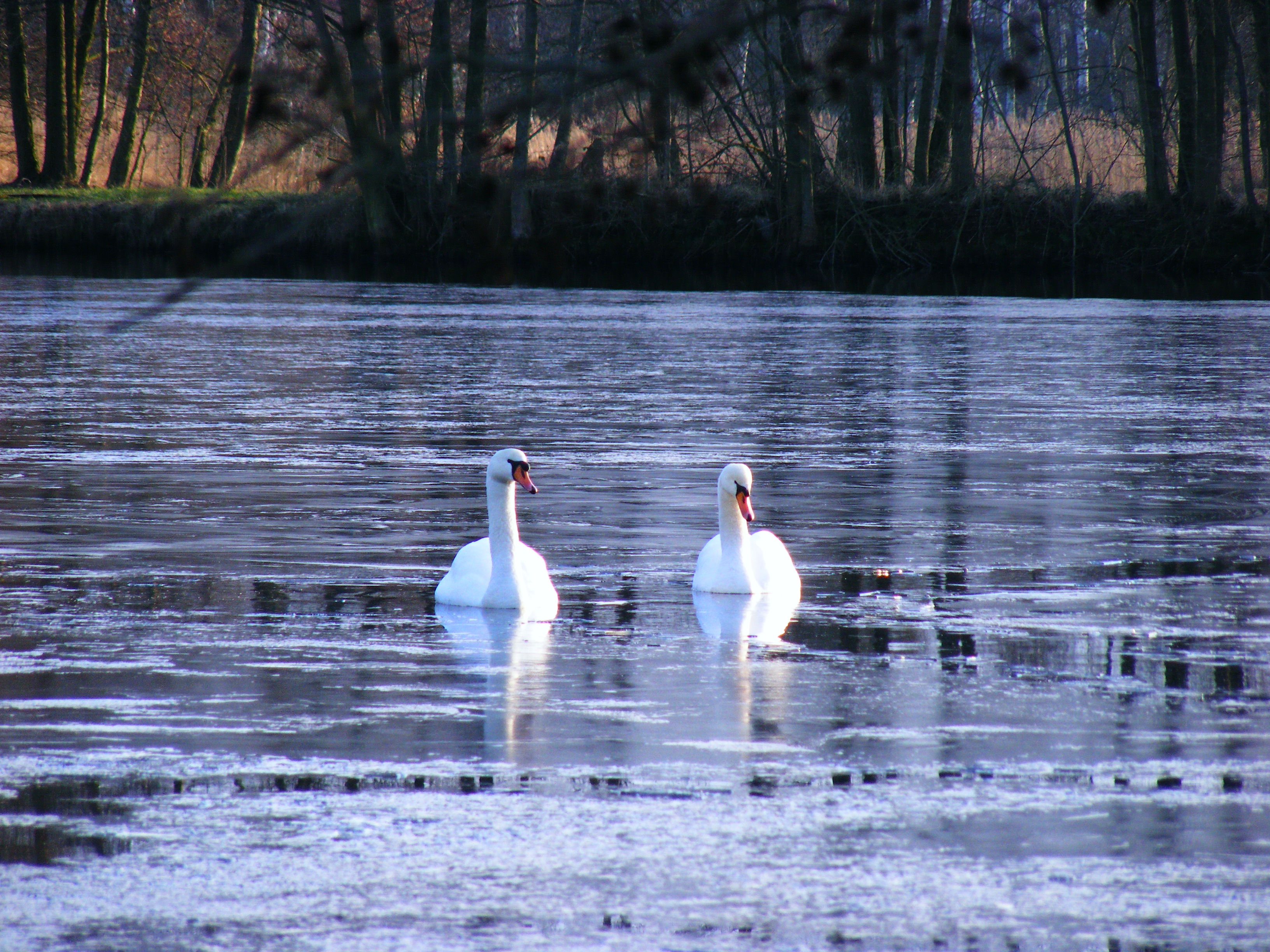
Schwäne auf den Teichen

Die Maasdorfer Teiche befinden sich im nordöstlichen Stadtgebiet von Bad Liebenwerda. Durchquert werden sie zwischen dem Kleinen und dem Großen Teich von der Landesstraße 653. Neben den beiden Hauptteichen Großer Teich und Kleiner Teich entstanden im Laufe der Zeit eine ganze Reihe weiterer kleinerer Teiche, wie unter anderem der Pfuhlteich, der Entenfang (ca. 1610–1620) und der Neuteich. Gespeist werden sie durch den Dobraer Buschgraben und den Heidschlösschengraben sowie durch Grundwasser. Abgelassen werden die Teiche in den nahegelegenen Fluss Kleine Elster, welcher nördlich entlangfließt.
Das Landschaftsschutzgebiet „Elsteraue und Teichlandschaft um Bad Liebenwerda“ entstand auf Grundlage des Beschlusses Nr. 03-2/68 des Rates des Bezirkes Cottbus vom 24. April 1968. In Kraft trat der Beschluss am 1. Mai desselben Jahres. Das Landschaftsschutzgebiet umfasst eine Fläche von 1440 Hektaren.

## Geschichte

### Von der Erstanlage bis zum Teichgut Mittelhausen

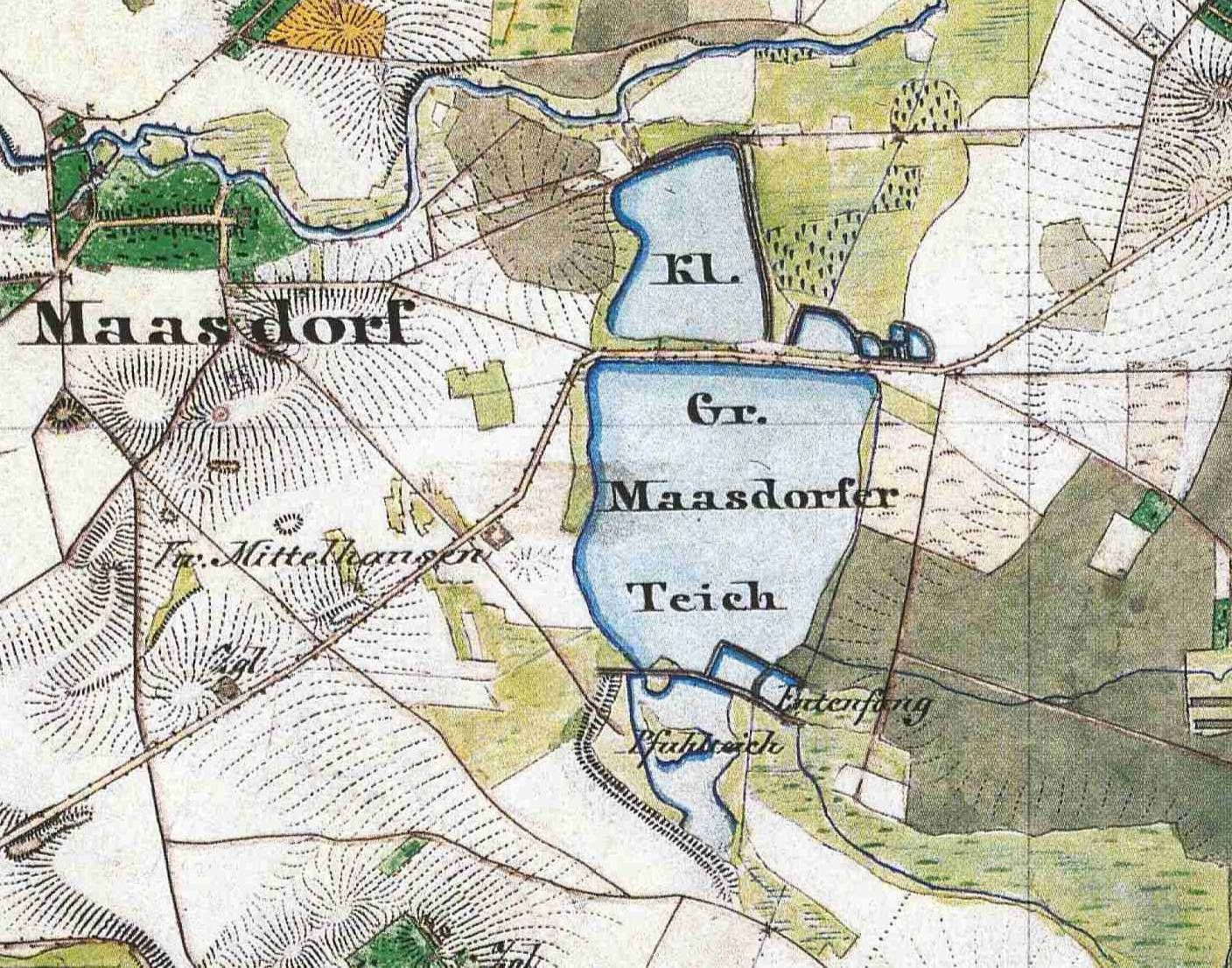
Die Maasdorfer Teiche auf einem Urmesstischblatt von 1847

Die „Maasdorfer Teiche“ wurden ab dem Jahre 1530 auf den Gemarkungen von Maasdorf (10 Hufen), Dobra (16 Hufen) und Knissen (11 Hufen) zur Fischzucht angelegt. Fertig gestellt wurden sie mit dem Große Teich dann vorerst im Jahre 1543. Weiters dienten sie zur Jagd beziehungsweise dem Fang von Wasservögeln, wofür in späteren Jahren auch eigens ein Entenfang eingerichtet wurde. Diese Entenfanganlagen entstanden kurz vor dem Dreißigjährigen Krieg zwischen den Jahren 1610 und 1620.
Die Teiche wurden von 1787 bis 1796 an die Gemeinde Maasdorf verpachtet. Zu dieser Zeit galten sie, da die Anlagen zuvor stark vernachlässigt wurden, als sehr verschlammt. Außerdem waren größere Reparaturarbeiten an den Teichanlagen und einem sich hier befindlichen Teichhaus notwendig, welches zudem für die zur Bewirtschaftung notwendigen Gerätschaften zu klein war. Anschließend wurden sie privat veräußert.
Es entstand schließlich ein Teichgut, welches nach seinem Besitzer dem Maasdorfer Bürgermeister Mittelhäußer benannt wurde. Mitte des 19. Jahrhunderts sollen die Maasdorfer Teiche aus fünf großen Teichen bestanden haben. Daneben gab es an den Ufern einige Setz- und Streckteiche. Der Besitz Mittelhäußers und seinem Bruder belief sich auf 420 Morgen, wobei die Wasserfläche etwa 3 Viertel ausmachte. Einem 1845 erschienenen Bericht über die örtlichen Blutegelvorkommen zufolge, betrug der Ertrag der Teiche alle zwei Jahre zwischen 120 und 140 Zentner Fisch, wobei die Karpfenzucht den Hauptertrag lieferte. Die Jagd auf den Teichen hatte zu jener Zeit allerdings der ehemalige Liebenwerdaer Landrat Freiherr Carl Georg Friedrich von Rechenberg (1785–1856) gepachtet.
Das Teichgut wechselte später noch mehrmals den Besitzer. So besaß es am Anfang der 1920er Jahre Friedrich Wilhelm von Borries, welcher im Verein Deutscher Teichwirte aktiv war und verschiedene Beiträge in einschlägigen Fachzeitschriften veröffentlichte. Er übernahm später das Teichgut Zellsee in Oberfranken.
Der Name Teichgut Mittelhausen besteht bis in die Gegenwart und bezeichnet einen an der Landesstraße 653 gelegenen Wohnplatz.

### Die Teichwirtschaft in der DDR
Zu ersten Modernisierungs- und Erneuerungsmaßnahmen an der gesamten Anlage mit Regulierungs- und Abzugsgräben sowie den Zuchtbehältern kam es bereits am Anfang der 1950er Jahre.
In den 1970er Jahren betrug die teichwirtschaftliche Nutzfläche dann etwa 60 Hektar. Zu dieser Zeit wurde die Bewirtschaftung der Maasdorfer Teiche durch den VEB Binnenfischerei Peitz übernommen, unter dessen Leitung eine ganze Reihe von Meliorations- und Rekonstruktionsmaßnahmen erfolgte. Unter anderem wurden durch meliorative Eingriffe neue Quellen bei Dobra freigelegt, die Teiche künstlich belüftet und eiweißhaltige Futtermittel in die Teiche eingebracht. Wirtschaftliche Erfolge wurden in den Maasdorfer Teichen in jener Zeit vor allem mit dem Peitzer Spiegelkarpfen erzielt und die Erträge konnten von 200 bis 3000 Kilogramm Speisefisch pro Hektar auf über 5000 Kilogramm gesteigert werden.

### Heutige Nutzung
Die Teiche werden heute von der Teichwirtschaft Thalberg Ulrich Richter betrieben. Der Familienbetrieb besteht seit dem Jahre 1992. Die bewirtschaftete Fläche umfasst Angaben des Betriebes zufolge gegenwärtig eine Größe von 87 Hektar, wovon die eigentlichen Gewässer etwa 70 Hektar umfassen. Neben dem Absatz im Großhandel werden die Produkte des Unternehmens auch im örtlichen Hofladen angeboten. Der Verkauf erfolgt hier traditionell vom 1. September bis zum 30. April eines jeden Jahres.
Als Hauptfisch wird in den Maasdorfer Teichen der Karpfen gezogen, der hier in 3–4 Jahren zum Speisefisch heranwächst. Andere Fischarten sind Hecht, Schleie, Graskarpfen und Zander. Weiters wird in den Teichen Besatzfisch gezogen.

## Touristische Nutzung und Regelmäßige Veranstaltungen
Die Maasdorfer Teiche galten bereits zu DDR-Zeiten als Naherholungsgebiet und beliebtes Ausflugsziel. Rund um die Anlagen befinden sich inzwischen mehr als drei Kilometer Rad- und Wanderwege, wobei auch Tische und Bänke aufgestellt wurden, welche als Rastplätze dienen sollen. Außerdem wurde ein Naturlehrpfad angelegt.
Weiters werden von der Teichwirtschaft inzwischen vor Ort auch Angelkarten angeboten, die es an dafür vorgesehenen Plätzen ermöglichen auch ohne Fischereischein Friedfische zu angeln. Mit Fischereischein ist es auch erlaubt Raubfische zu angeln.
Alljährlich von regionalem Medieninteresse ist das Abfischen im Herbst, welches zahlreiche Schaulustige anzieht.

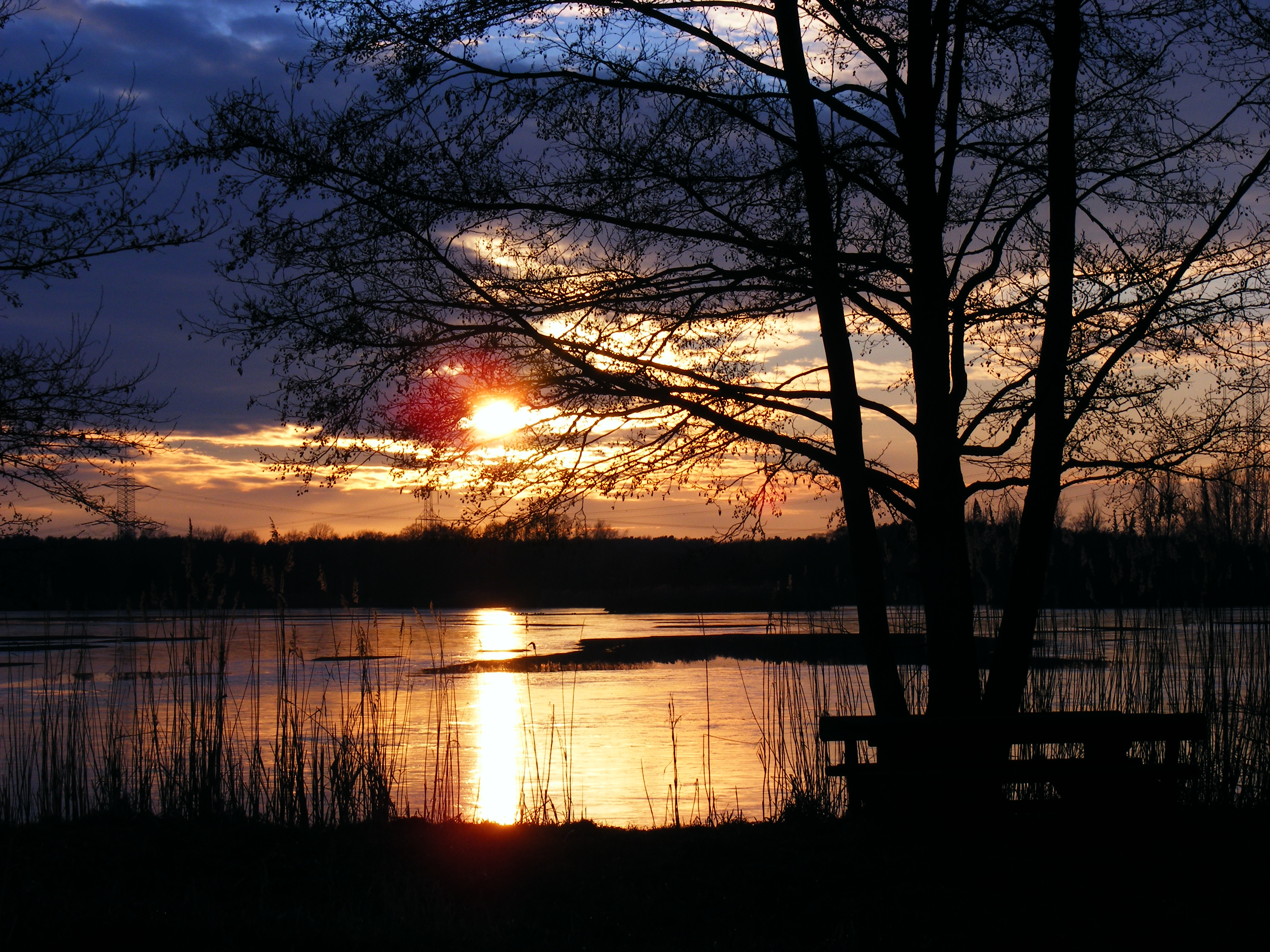
Sonnenuntergang an den Maasdorfer Teichen
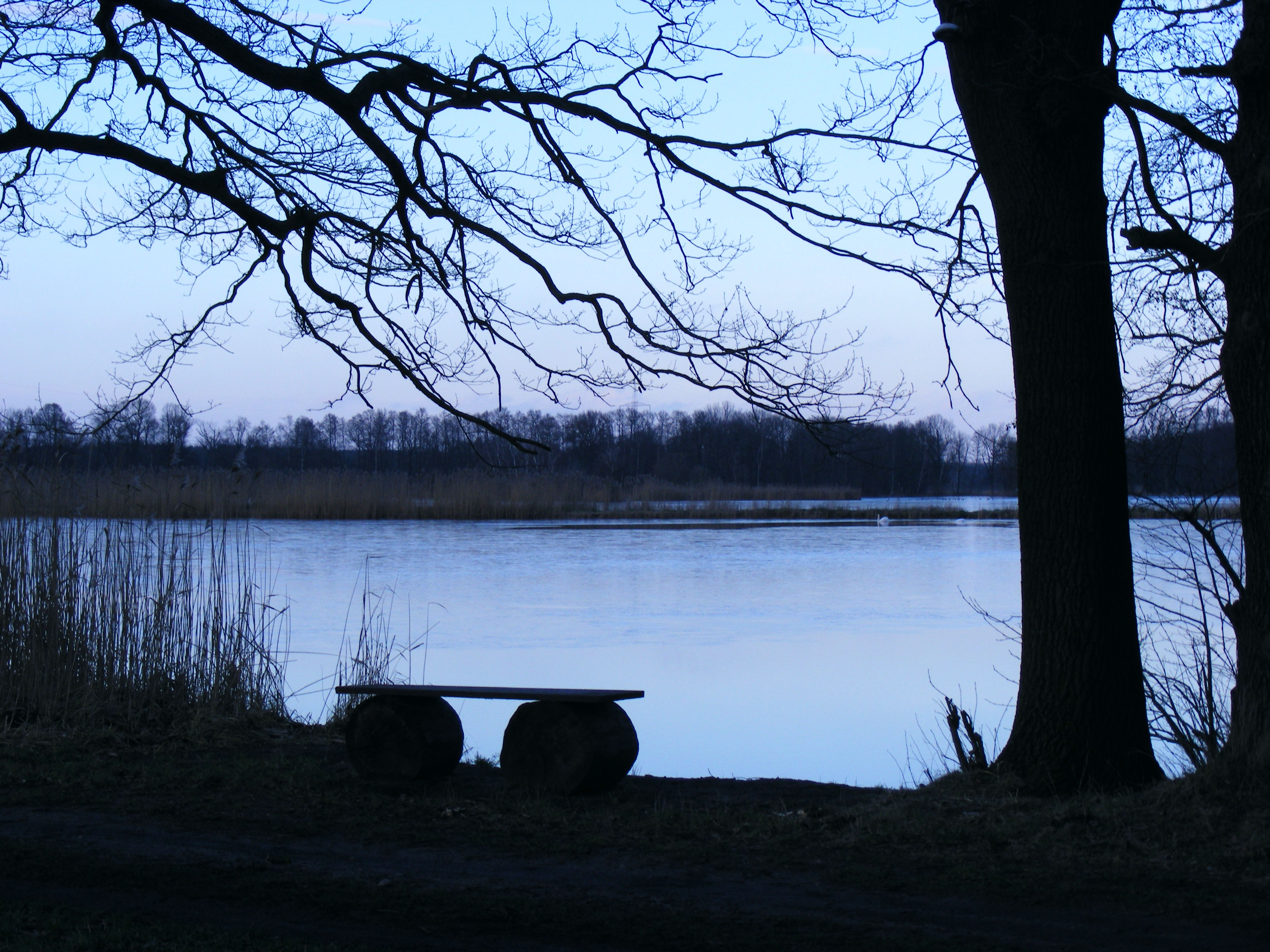
Rastplatz
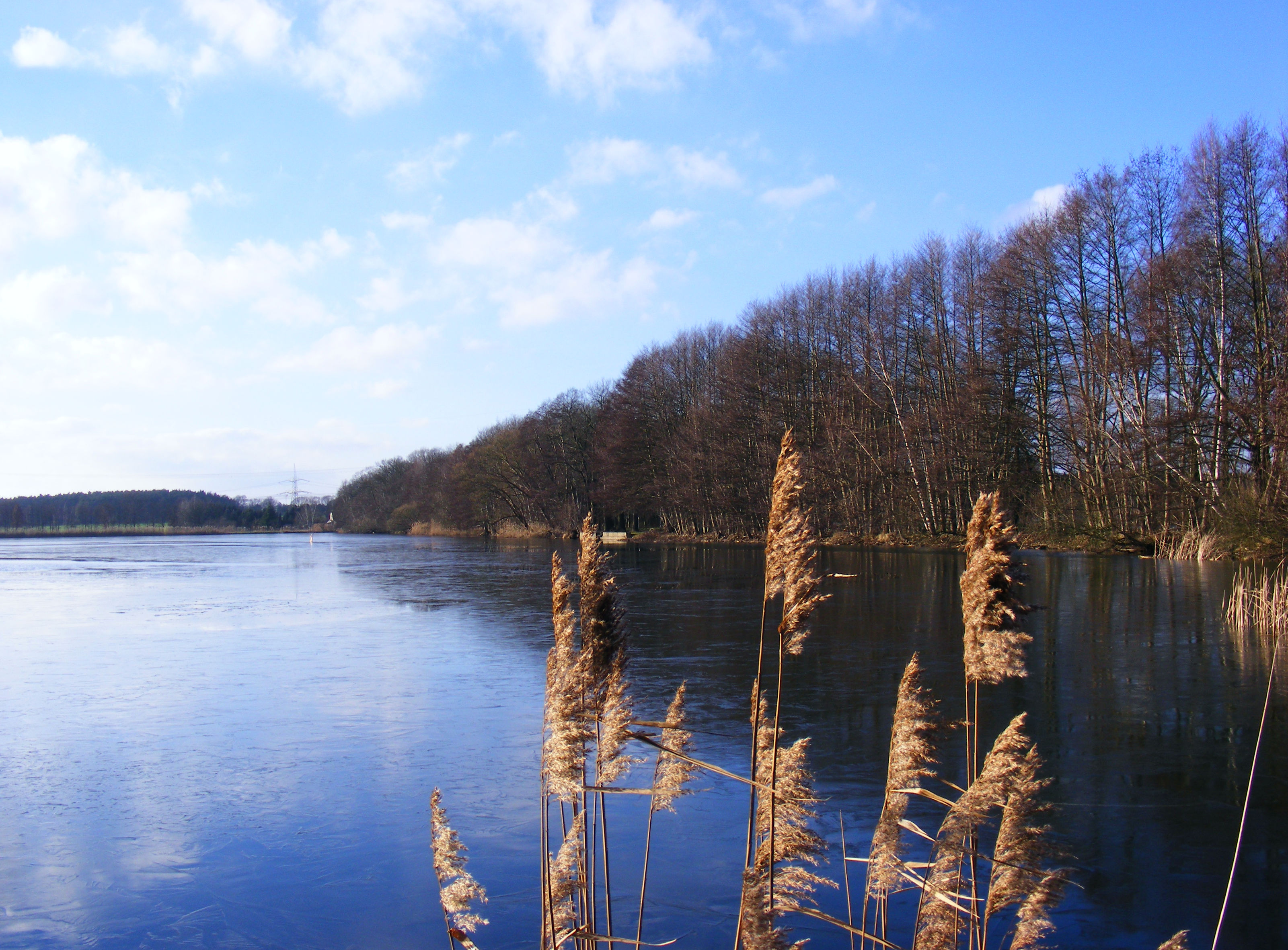
Großer Teich

## Weiterführende Literatur
- G. Brochwitz: Die Maasdorfer Teiche. In: Heimatkalender für den Kreis Bad Liebenwerda. Bad Liebenwerda 1955, S. 122–126 (Aufsatz über die in und an den Maasdorfer Teichen vorhandene Flora und Fauna in jener Zeit.).
- Werner Jorga: Die Fauna der Maasdorfer Teiche. In: Die Schwarze Elster. Nr. 586. Bad Liebenwerda 1982.
- Werner Jorga: Die Fauna der Maasdorfer Teiche (1. Fortsetzung). In: Die Schwarze Elster. Nr. 587. Bad Liebenwerda 1982.
- Werner Jorga: Die Fauna der Maasdorfer Teiche (2. Fortsetzung). In: Die Schwarze Elster. Nr. 588. Bad Liebenwerda 1983.
- Werner Jorga: Die Fauna der Maasdorfer Teiche (3. Fortsetzung). In: Die Schwarze Elster. Nr. 589. Bad Liebenwerda 1983.
- Werner Jorga: Die Fauna der Maasdorfer Teiche (4. Fortsetzung und Schluss). In: Die Schwarze Elster. Nr. 590. Bad Liebenwerda 1982.